# Lucas Albertengo
Lucas Gabriel Albertengo (Egusquiza, Santa Fe, Argentina; 30 de enero de 1991) es un futbolista argentino que juega como delantero en Atlético de Rafaela, del Torneo Federal A de Argentina.
Es hermano de los también futbolistas Mauro y Gino Albertengo.

## Trayectoria

### Atlético Rafaela
Se formó en la cantera de Atlético de Rafaela.
Debutó como profesional el 15 de marzo de 2012 enfrentando a Banfield por la Copa Argentina, ingresó al minuto 86, el partido terminó 3 a 0. 
En total, jugó 70 partidos en el club santafesino y anotó 16 goles.
En enero de 2015 y luego de varias actuaciones destacadas en Rafaela, fue traspasado por una suma cercana a los 17 millones de pesos argentinos por el 80% del pase al Club Atlético Independiente.

### Independiente
Debutó en Independiente el 27 de enero de 2015 frente a River Plate por el torneo de verano. Ese partido sería para los "Millonarios" que se llevaron la victoria con un 4 a 0 frente al equipo de Jorge Almirón.
En su debut oficial con la camiseta roja, el 14 de febrero de 2015, tuvo una destacada actuación, marcando dos tantos en la victoria 3 a 2 frente al equipo de Newell's Old Boys de Rosario.
En el segundo semestre del 2015, en el partido de la vuelta por Copa Sudamericana 2015 convierte su primer gol por torneo internacional frente a Arsenal de Sarandí en el 1 a 0 clasificando a su equipo a octavos. El 30 de septiembre de 2015 durante el partido de vuelta por la Copa Sudamericana frente a Club Olimpia en Paraguay sufre una rotura de ligamentos en la rodilla izquierda, la cual lo deja más de 8 meses fuera de las canchas, incluso se pierde el torneo de transición 2016, es decir, retoma las canchas en el segundo semestre del 2016.
En el año 2017 bajo la dirección técnica de Ariel Holan, consiguió la Copa Sudamericana 2017 tras vencer al Flamengo de Reinaldo Rueda en la final, ganando 2 a 1 en Avellaneda y empatando a 1 en el Maracaná, siendo este el primer título de su carrera y la tercera vuelta olímpica de Club Atlético Independiente. En esa competición anotó 2 goles y resultó ser un jugador importante para conquistar dicha Copa.

### Monterrey
Tras las idas y vueltas en la continuidad de Holan, llegaron más delanteros para encarar el 2018. Pero esto redujo sus posibilidades de ser titular, por lo que se marchó a los Rayados de Monterrey de México a préstamo por un año y con una opción de compra de 7 millones de dólares.

### Estudiantes
En julio de 2018 llega a préstamo al pincha a cambio de 200 mil dólares y una opción de compra de dos millones de dólares por la mitad del pase 

### Arsenal
Luego de una pálida actuaciones en el pincha donde marco en un clásico ante GIMNASIA quedó libre ya que no se hizo uso de la opción y paso a Arsenal de Sarandí dónde tuvo mejor rendimiento marcando 10 goles en 49 partidos pero el equipo de Sarandí no pudo retenerlo.

### Instituto
El 6 de enero de 2023, firmó contrato y así concretó su llegada al conjunto cordobés.

## Estadísticas

### Clubes
Actualizado hasta su último partido disputado el 17 de mayo de 2025.
| Club                              | Div.          | Temporada     | Liga  | Liga  | Liga   | Copas nacionales | Copas nacionales | Copas nacionales | Torneos internacionales | Torneos internacionales | Torneos internacionales | Total | Total | Total  | Media goleadora |
| Club                              | Div.          | Temporada     | Part. | Goles | Asist. | Part.            | Goles            | Asist.           | Part.                   | Goles                   | Asist.                  | Part. | Goles | Asist. | Media goleadora |
| --------------------------------- | ------------- | ------------- | ----- | ----- | ------ | ---------------- | ---------------- | ---------------- | ----------------------- | ----------------------- | ----------------------- | ----- | ----- | ------ | --------------- |
| Atlético Rafaela Argentina        | 1.ª           | 2011-12       | —     | —     | —      | 1                | 0                | 0                | —                       | —                       | —                       | 1     | 0     | 0      | 0.00            |
| Atlético Rafaela Argentina        | 1.ª           | 2012-13       | 8     | 0     | 0      | 1                | 0                | 0                | —                       | —                       | —                       | 9     | 0     | 0      | 0.00            |
| Atlético Rafaela Argentina        | 1.ª           | 2013-14       | 37    | 11    | 4      | —                | —                | —                | —                       | —                       | —                       | 37    | 11    | 4      | 0.30            |
| Atlético Rafaela Argentina        | 1.ª           | 2014          | 19    | 4     | 3      | 4                | 1                | 1                | —                       | —                       | —                       | 23    | 5     | 4      | 0.22            |
| C. A. Independiente Argentina     | 1.ª           | 2015          | 24    | 9     | 1      | 2                | 0                | 0                | 4                       | 1                       | 0                       | 30    | 10    | 1      | 0.33            |
| C. A. Independiente Argentina     | 1.ª           | 2016          | —     | —     | —      | —                | —                | —                | —                       | —                       | —                       | 0     | 0     | 0      | 0.00            |
| C. A. Independiente Argentina     | 1.ª           | 2016-17       | 14    | 3     | 3      | 1                | 0                | 0                | 1                       | 0                       | 0                       | 16    | 3     | 3      | 0.19            |
| C. A. Independiente Argentina     | 1.ª           | 2017-18       | 10    | 0     | 0      | —                | —                | —                | 7                       | 2                       | 1                       | 17    | 2     | 1      | 0.12            |
| C. A. Independiente Argentina     | Total club    | Total club    | 48    | 12    | 4      | 3                | 0                | 0                | 12                      | 3                       | 1                       | 64    | 15    | 5      | 0.23            |
| C. F. Monterrey · México          | 1.ª           | C-2018        | 8     | 1     | 1      | 3                | 2                | 0                | —                       | —                       | —                       | 11    | 3     | 2      | 0.27            |
| C. F. Monterrey · México          | Total club    | Total club    | 8     | 1     | 1      | 3                | 2                | 0                | 0                       | 0                       | 0                       | 11    | 3     | 2      | 0.27            |
| Estudiantes de La Plata Argentina | 1.ª           | 2018-19       | 19    | 3     | 0      | 3                | 0                | 0                | —                       | —                       | —                       | 22    | 3     | 0      | 0.14            |
| Estudiantes de La Plata Argentina | Total club    | Total club    | 19    | 3     | 0      | 3                | 0                | 0                | 0                       | 0                       | 0                       | 22    | 3     | 0      | 0.14            |
| Newell's Old Boys Argentina       | 1.ª           | 2019-20       | 21    | 3     | 1      | —                | —                | —                | —                       | —                       | —                       | 21    | 3     | 1      | 0.14            |
| Newell's Old Boys Argentina       | Total club    | Total club    | 21    | 3     | 1      | 0                | 0                | 0                | 0                       | 0                       | 0                       | 21    | 3     | 1      | 0.14            |
| Arsenal de Sarandí Argentina      | 1.ª           | 2020          | —     | —     | —      | 11               | 3                | 1                | —                       | —                       | —                       | 11    | 3     | 1      | 0.27            |
| Arsenal de Sarandí Argentina      | 1.ª           | 2021          | 20    | 0     | 1      | 10               | 2                | 3                | 8                       | 5                       | 0                       | 38    | 7     | 4      | 0.18            |
| Arsenal de Sarandí Argentina      | Total club    | Total club    | 20    | 0     | 1      | 21               | 5                | 4                | 8                       | 5                       | 0                       | 49    | 10    | 5      | 0.20            |
| Defensa y Justicia Argentina      | 1.ª           | 2022          | 18    | 1     | 0      | 7                | 1                | 1                | 5                       | 4                       | 1                       | 30    | 6     | 2      | 0.20            |
| Defensa y Justicia Argentina      | Total club    | Total club    | 18    | 1     | 0      | 7                | 1                | 1                | 5                       | 4                       | 1                       | 30    | 6     | 2      | 0.20            |
| Instituto A. C. C. Argentina      | 1.ª           | 2023          | 11    | 0     | 0      | 5                | 1                | 0                | —                       | —                       | —                       | 16    | 1     | 0      | 0.06            |
| Instituto A. C. C. Argentina      | Total club    | Total club    | 11    | 0     | 0      | 5                | 1                | 0                | 0                       | 0                       | 0                       | 16    | 1     | 0      | 0.06            |
| Atlético Rafaela Argentina        | 2.ª           | 2024          | 31    | 4     | 1      | 1                | 0                | 0                | —                       | —                       | —                       | 32    | 4     | 1      | 0.18            |
| Atlético Rafaela Argentina        | 3.ª           | 2025          | 9     | 7     | 0      | —                | —                | —                | —                       | —                       | —                       | 9     | 7     | 0      | 0.78            |
| Atlético Rafaela Argentina        | Total club    | Total club    | 104   | 26    | 8      | 7                | 1                | 1                | 0                       | 0                       | 0                       | 111   | 27    | 9      | 0.24            |
| Total carrera                     | Total carrera | Total carrera | 249   | 46    | 15     | 49               | 10               | 6                | 25                      | 12                      | 2                       | 323   | 68    | 23     | 0.21            |
| 1. 2. 3.                          |               |               |       |       |        |                  |                  |                  |                         |                         |                         |       |       |        |                 |

## Palmarés

### Campeonatos internacionales
| Título            | Club          | Sede           | Año  |
| ----------------- | ------------- | -------------- | ---- |
| Copa Sudamericana | Independiente | Río de Janeiro | 2017 |